# Protestes de Nova Caledònia de 2024
El maig de 2024, van esclatar protestes a l'illa de Nova Caledònia, una territori d'ultramar de França a l'oceà Pacífic. Aquestes revoltes han resultat en 6 morts i la declaració de l'estat d'emergència a tota l'illa.
Els primers aldarulls van esclatar a causa d'una polèmica reforma electoral amb l'objectiu d'alleujar les restriccions existents que impedeixen que una cinquena part de la població de l'arxipèlag pugui votar a les eleccions provincials. Arran de l'acord de Nouméa, l'electorat per a les eleccions locals es va limitar als residents anteriors a 1998 de les illes i els seus descendents que han mantingut la residència continuada al territori durant almenys 10 anys. El sistema, que exclou els migrants de parts europees i polinèsies de França, incloent-hi els seus fills adults, havia estat considerat acceptada el 2005 "com a part d'un procés de descolonització" pel Tribunal Europeu de Drets Humans amb la condició que fos "només una mesura temporal".
Després de les votacions en contra de la independència als referèndums de 2018, 2020 i 2021, el sistema es va considerar obsolet ja que el procés de l'Acord de Nouméa havia acabat. El canvi a un requisit de residència de 10 anys va ser rebutjat pels defensors de la independència que consideren il·legítim el referèndum del 2021, raó per la qual van boicotejar massivament el referèndum i en conseqüència, consideren que el procés definit per l'Acord de Nouméa encara està en curs.
El govern francès vol permetre que les persones que resideixen al territori des de fa més de 10 anys puguin votar a les eleccions locals. Aquesta reforma que permetria votar més persones d'ascendència europea i polinèsia s'ha denunciat com una dilució de la veu política del poble indígena melanesi canac.

## Context

Ubicació de Nova Caledònia a l'oceà pacífic

Nova Caledònia és un territori francès d'ultramar al sud-oest del Pacífic. Té una població d'uns 270.000 habitants; amb el poble indígena canac que constitueix el 44% de la població, les persones d'origen europeu, conegudes com caldoche , predominantment d'origen francès el 34% i altres minories ètniques (inclosos els wallisians i els tahitians) constitueixen la resta de la població. Nova Caledònia esdevé un territori francès d'ultramar l'any 1946, té representants a les dues cambres del Parlament francès, mentre que el president de França exerceix com a cap d'estat del territori. França manté la jurisdicció sobre la defensa i la seguretat interna de Nova Caledònia.
L'any 1988, arran de la violència política generalitzada entre els caldoches i indígenes canacs, es van signar els Acords de Matignon, que vam establir una transició a la seva actual autonomia com a col·lectivitat sui generis dins de l'estat francès. Va seguir en l'intent de crear un consens l'any 1998 l'acord de Nouméa. Com a part de l'acord, a Nova Caledònia se li va permetre celebrar tres referèndums per decidir sobre l'estatus futur del territori, amb el dret de vot restringit als indígenes canac i altres habitants que visquessin a Nova Caledònia abans de 1998.

### L'electorat "congelat"
Com a part de l'acord de Nouméa de 1998, tota la població amb dret a vot de Nova Caledònia va continuar votant a les eleccions nacionals per a les eleccions del president francès i l'Assemblea Nacional sense tenir en compte l'origen del votant, però el nombre de persones que poden votar a les eleccions provincials i als referèndums d'independència està restringit. Aquest anomenat "electorat congelat" està format només per aquells que ja vivien a Nova Caledònia l'any 1998 així com els seus fills, amb la condició que visquin de manera continuada a les Illes els deu anys anteriors a cada elecció. Això va privar efectivament al dret de vot els migrants posteriors i els seus fills de la França metropolitana, així com la important comunitat local originària de la Polinèsia, en particular de Wallis i Futuna. Aquests votants exclosos van ser 8.000 el 1999, 18.000 el 2009 i 42.000 el 2023. Aquell any passat, l'electorat elegible "congelat" era de 178.000 mentre que el total de l'electorat capaç de votar a les eleccions nacionals era de 220.000, excloent així un votant de cada cinc de la participació en les eleccions regionals.
Arran d'una sentència del Consell Constitucional francès l'any 1999 que limitava la restricció a un requisit de residència de deu anys —l'anomenat "electorat rodant"—, el president francès Jacques Chirac, es va comprometre el 2003 a modificar la constitució francesa a petició dels independentistes. Per tant, va tenir la seva majoria parlamentària votant la revisió el 2007, tornant a la regla de "electorat congelat". Prèviament, l'any 2005, el Tribunal Europeu de Drets Humans va dictaminar que l'electorat congelat no era una violació dels drets humans al considerar que formava part d'un procés de descolonització, amb la condició que només fos una mesura temporal.

### Situació després dels referèndums d'independència
Nova Caledònia va tenir llavors tres referèndums d'independència consecutius (el 2018, el 2020 i el 2021), tots els quals van votar a favor de continuar formant part de França, tot i que el referèndum del 2021 va ser boicotejat per la majoria dels partidaris de la independència. El sistema es va considerar obsolet, ja que el procés de l'Acord de Nouméa ja havia acabat. La transició posterior al referèndum va fer que Nova Caledònia necessités una revisió de les regles transitòries de l'Acord de Nouméa i, alhora, exigia que qualsevol canvi s'hagués de fer mitjançant una revisió de la constitució.
Els independentistes van boicotejar el tercer referèndum i després es van negar a reconèixer-ne el resultat, fet que va provocar un estancament institucional. Així, les converses locals es van aturar, mentre que les properes eleccions provincials es van reprogramar per al 15 de desembre de 2024. El 26 de desembre de 2023, el Consell d'Estat va concloure que la normativa vigent s'aparta d'una manera especialment significativa dels principis d'universalitat i igualtat de sufragi, en negar el dret de vot a les persones nascudes a Nova Caledònia o que hi hagin residit durant varies dècades.
A principis del 2024, el govern francès va iniciar així una revisió de la constitució que "descongelaria" l'electorat mantenint només un requisit de residència de deu anys. Es va calcular que això permetria l'entrada a l'electorat de 25.841 persones de les 42.000 excloses: 12.441 ciutadans nascuts i crescuts a Nova Caledònia que s'hi incorporarien automàticament, i fins a 13.400 ciutadans amb una residència continuada de deu anys a Nova Caledònia, que podrien sol·licitar individualment la seva incorporació. Un total de 16.000 ciutadans seguirien quedant exclosos de participar en les eleccions provincials. Incloïa una clàusula que impediria que s'apliqués si s'aconseguia un acord local entre independentistes i anti-independentistes com a mínim deu dies abans de les eleccions.
Un grup bipartidista enviat per l'Assemblea Nacional per consultar els líders polítics, religiosos i tribals va concloure que "descongelar" l'electorat era una "necessitat legal i democràtica", mentre que desaconsellava fer-ho immediatament i, en canvi, esperar uns mesos, a causa de la caòtica política. En el seu informe publicat a mitjans de març, va assenyalar en particular l'estat d'ànim pessimista imperant a l'illa a causa de la situació política i la incertesa permanent sobre el seu futur. Això va provocar la migració de neocaledons, sovint exclosos de l'electorat, però també de canacs educats. Aquesta tendència demogràfica va xocar amb l'afirmació independentista d'una substitució demogràfica en curs per la "immigració massiva". L'informe va provocar polèmica en transmetre l'opinió de diversos defensors de la independència, entre ells Roch Wamytan, president del Congrés de Nova Caledònia, que va preguntar si el president Emmanuel Macron s'està plantejant "recolonitzar" Nova Caledònia i va dir que el "llindar de tolerància dels blancs" havia arribat. Els membres de la Unió Caledònia independentista també han dit que "si feu un canvi d'electorat, serà la guerra. La nostra joventut està disposada a fer-ho. Si hem de sacrificar mil joves, ho farem".
El 2 d'abril de 2024, el Senat francès, la cambra alta del Parlament francès, va votar per aprovar les esmenes constitucionals presentades pel ministre de l'interior Gérald Darmanin per estendre el sufragi a aquells que havien estat residint a Nova Caledònia durant 10 anys ininterromputs. El 15 d'abril, grups de partidaris i d'opositors van organitzar marxes en confrontació a Nouméa, la capital de l'arxpèlag, en resposta a la proposta d'esmena constitucional francesa. La marxa independentista va ser organitzada per un comitè de coordinació d'accions ideològicament proper a l'Union Calédonienne (UC), que forma part del FLNKS. La manifestació pro-francesa en canvi va ser organitzada pels dos partits francesos Le Rassemblement i Les Loyalistes. Les autoritats locals calculen que un total de 40.000 persones (el 15% de la població) van assistir a aquestes manifestacions. Els organitzadors independentistes van afirmar que 58.000 van assistir a les seves manifestacions i els organitzadors pro-francesos van afirmar que 35.000 van assistir a les seves.
El 15 de maig, l'Assemblea Nacional, la cambra baixa del parlament francès, va votar a favor de les esmenes constitucionals per un marge de 351 a 153 vots. Mentre que els partits de dreta van donar suport a "descongelar" la llista de votants, els partits de l'esquerra van votar en contra de les esmenes. Després de l'aprovació de les dues cambres, les esmenes constitucionals encara han de ser aprovades per una majoria de dos terços del Congrés del Parlament francès (una sessió conjunta tant de l'Assemblea Nacional com del Senat).

### Resposta a la llei
Diversos líders locals van dir que donar el dret de vot als "estrangers" diluiria el vot dels indígenes canacs i augmentaria la quota de vots dels polítics francesos.

### Factors socioeconòmics
Segons els informes, l'economia i l'atur van ser factors que van contribuir als disturbis arran de que l'economia local de la mineria de níquel va experimentar una desacceleració. Segons el diari Politico, Nova Caledònia té el 30% de les reserves mundials de níquel. Nikkei Asia va informar que Nova Caledònia tenia la cinquena reserva més gran del níquel del món i que les dificultats van ser causades per un colp en el mercat mundial de níquel. El 2023, la rendibilitat del sector del níquel havia disminuït a causa de les restriccions governamentals a l'exportació, els alts costos energètics i la competència dels productors de níquel d'Indonèsia i altres països asiàtics. Amb la reducció de la producció del 32% en el primer trimestre de 2023, les autoritats franceses van advertir que les tres principals fàbriques de processament de níquel del territori podrien tancar, la qual cosa va provocar una crisi d'atur. Diversos inversors importants, com Glencore i Euramet, van retallar noves inversions a Nova Caledònia o buscaven vendre les seves accions. El govern francès va prometre 200 milions d'euros en subvencions per al sector del níquel, però aquest "pacte del níquel" va ser denunciat pels independentistes de ser una mesura neocolonial que augmentaria el poder de París sobre el territori.

### Tinença d'armes a l'arxipèlag
Nova Caledònia també té un alt nivell de tinença d'armes. La sociòloga juvenil francesa Evelyne Barthou i l'antropòleg del Centre Nacional de la Recerca Científica francès Benott Trépied han atribuït l'alt nivell de tinença d'armes de Nova Caledònia a la llarga tradició de la caça i ramaderia entre les poblacions de canacs i caldoche. El 2011, la venda d'armes es va disparar a Nova Caledònia després que el govern va suavitzar les normatives sobre la tinença d'armes de foc, mercat amb un valor total de 1,6 milions de dòlars el 2011. Segons els diari Les Nouvelles Caledoniennes i Radio New Zealand, el nombre d'armes de foc venudes va augmentar de 1.800 el 2010 a 2.500 el 2011. D'acord amb la nova llei, la gent podria comprar un nombre il·limitat d'armes de foc si pogués proporcionar un carnet d'identitat, una llicència de caça i un certificat mèdic que confirmés l'aptitud física i mental per comprar una arma de foc.
Al novembre de 2013, el govern francès va anunciar que tornaria a endurir les lleis sobre armes abans de finals d'any, la qual cosa va provocar un augment de les vendes d'armes a Nova Caledònia. L'Alt Comissionat francès Jean-Jacques Brot va dir que les vendes d'armes s'havien duplicat mentre que els mitjans de comunicació locals van afirmar que la xifra s'havia multiplicat per deu. A finals de setembre de 2016, el Tribunal Suprem francès va dictaminar un decret que pretenia limitar la propietat d'armes a Nova Caledònia, ja que no havia estat signat pels ministres d'esport i transport. S'esperava que el procés de reexpedició del decret duraria uns sis mesos. A l'abril de 2024, un informe de l'Assemblea Nacional francesa estimava que unes 64.000 armes de caça i esportives estaven en circulació a través de l'arxipèlag. Si s'incloïen armes il·legals, les autoritats franceses van estimar que aquesta xifra augmentava a 100.000 armes de foc en total, resultant en una alta proporció de tinença d'armes per població total (aproximadament 286.500 persones). Segons l'antropòleg Nathanaëlle Soler, aquestes armes van ser emmagatzemades "en anticipació d'uns aldarulls post-referèndum".

## Aldarulls
El 13 de maig de 2024 van esclatar episodis de violència a la capital de l'arxipèlag, Nouméa. Els enfrontaments van enfrontar forces policials contra manifestants independentistes, causant incendis, saquejos i lesions entre els gendarmes. Tres empleats d'una presó van ser breument presos com a ostatges durant un intent de motí al centre penitenciari de Nouméa. Es van tancar escoles i serveis públics a les zones afectades. L'alt comissionat francès va demanar reforços a París per mantenir l'ordre i va anunciar la prohibició de portar i transportar armes, així com de vendre alcohol durant les següents 48 hores. Una gran fàbrica, especialitzada en embotellament, es va cremar completament a Nouméa. Els cos de bombers de Nouméa va dir que van rebre gairebé 1.500 trucades durant la nit i van respondre a uns 200 incendis. Una trentena de botigues, fàbriques i altres negocis van ser incendiats.
Alguns supermercats i concessionaris d'automòbils van ser saquejats i vehicles i van aver-hi comerços que van ser cremats. Les zones afectades inclouen Nouméa i les localitats veïnes de Dumbéa i Le Mont-Dore. Les autoritats van imposar un toc de queda i es van prohibir les reunions públiques durant dos dies. El ministre francès de l'Interior Gérald Darmanin va anunciar que s'estaven enviant reforços policials a l'illa. Trenta-sis manifestants van ser detinguts.
Van esclatar enfrontaments entre partidaris i contraris a la independència. Tres manifestants canacs van morir durant un tiroteig comès per algú que disparava des de dins cotxe del qual va ser aturat en una barricada, mentre un gendarme va morir en una emboscada.
El 15 de maig, el primer ministre francès Gabriel Attal va desplegar l'exèrcit per protegir ports i aeroports, i va emetre una prohibició de TikTok en resposta, que segons les autoritats franceses s'havia utilitzat la xarxa social anteriorment per organitzar disturbis.
El 16 de maig, Macron va declarar l'estat d'emergència a Nova Caledònia. El 17 de maig, el nombre de policies i gendarmes francesos a Nova Caledònia havia pujat de 1.700 a 2.700. Les forces franceses també es van desplegar per subministrar aliments i medicaments al públic mentre es van desplegar equips d'especialistes en neteja de mines i explosius per eliminar barricades que podrien haver estat plenades de trampes pels activistes.
La nit del 21 al 22 de maig va tenir lloc un atac cibernètic a Nova Caledònia després de l'anunci de l'arribada d'Emmanuel Macron. Aquest presumpte atac extern es va dur a terme mitjançant l'enviament de milions de correus electrònics simultàniament i tenia com a objectiu saturar la xarxa d'Internet de Nova Caledònia. Però les autoritats franceses van ser capaces de frustrar l'atac cibernètic abans que causés danys significatius. A més, Austràlia va evacuar 300 ciutadans australians que s'havien registrat a les autoritats australianes per obtenir ajuda en la sortida de Nova Caledònia I un avió de l'aviació neozelandesa Lockheed C-130 Hercules va evacuar 50 neozelandesos.
El 25 de maig, els aldarulls van continuar i França va començar l'evacuació de turistes francesos de Nova Caledònia. Alguns van ser evacuats a través d'avions de l'exèrcit francès. Alguns van ser evacuats a través de vols cap a Austràlia i Nova Zelanda i d'allà a França.
El 26 de maig, alguns líders independentistes canacs van declarar l'objectiu d'assolir la plena independència de França i també van aconsellar als revoltats que afluixessin el control de les barricades que havien aixecat per permetre que els subministraments passessin mentre deixaven clar que la "resistència" continuaria i les barricades romandrien al seu lloc.
El govern francès va aixecar l'estat d'emergència a Nova Caledònia a les 05:00 NCT del 28 de maig. Es va obrir una missió de facilitació destinada a restablir el diàleg entre els independentistes i els lleialistes. Es va mantenir l'establiment del toc de queda i la prohibició de TikTok, treta d'aquest marc, així com la prohibició de transportar o transportar armes i la venda d'alcohol. La reobertura de l'aeroport internacional Nouméa-La Tontouta no estava prevista abans del 2 de juny.
El 29 de maig es va aixecar la prohibició de TikTok.
L'1 de juny, un jove oficial de policia fora de servei d'origen canac va ser atacat per un grup de vigilantes.
El 3 de juny, dos homes van atacar un vehicle de la gendarmeria, provocant que el seu ocupant els disparés a tots dos. Un dels atacants va morir a causa de les ferides de bala el 7 de juny.
El 12 de juny, Emmanuel Macron va anunciar la suspensió de la reforma constitucional canviant el cos electoral de Nova Caledònia durant una conferència de premsa després de la dissolució de l'Assemblea Nacional.
El 19 de juny, les autoritats van anunciar la detenció d'11 persones, inclòs Christian Tein, el líder del moviment independentista CCAT (Cèl·lula de Coordinació d'Accions sobre el Terreny), sota sospita d'instigar la violència. Set dels onze detinguts van ser traslladats a la França metropolitana, incloent-hi Tein, que va ser detingut a Mülhausen per a més interrogatoris; el director de comunicacions del CCAT, que va ser retingut a Dijon; i el director de l'oficina del president del Congrés, que va ser detingut a Riam.
El 23 de juny van esclatar de nou disturbis a Nouméa, durant els quals els manifestants van calar foc a l'ajuntament de Koumac, així com diversos vehicles policials, van destruir parts de Paita i van establir controls de carreteres. Un vehicle de bombers també va ser atacat a Dumbéa. Una comissaria de policia i altres edificis es van incendiar a Nova Caledònia.

### Milicies lleialistes
Es van formar milícies lleialistes al govern per donar suport a la policia i defensar els barris. Algunes milícies lleialistes també van establir posicions de franctiradors als terrats de diversos edificis. L'Alt Comissionat de la República Louis Le Franc va demanar a aquestes milícies que es retiressin en lloc de començar un cercle viciós de violència. La CCAT va acusar les milícies lleialistes de violència amb la complicitat tàcita de la policia.

## Anàlisi
Segons la professora d'estudis per la pau i resolució de conflictes australiana Nicole George i la socióloga Évelyne Barthou, els joves canacs van tenir un paper important en el lideratge de les protestes i la violència. George va dir que les protestes estaven arrelades en "les disparitats de riquesa molt visibles" al territori que "alimenten el ressentiment i les profundes desigualtats racials que priven els joves canacs d'oportunitats i contribueixen a la seva alienació". "De la mateixa manera, Barthou va dir que molts joves canacs estaven molestos per haver de competir per oportunitats limitades amb migrants de la França continental. El professor retirat de la Universitat de Tecnologia d'Auckland i periodista David Robie ha comparat les protestes dirigides pels joves amb les protestes pro-palestines de la del 2024 a campus universitaris d'Estats Units i Europa, així com de joves periodistes palestins durant la guerra entre Israel i Hamàs.

## Víctimes
Entre el 13 i el 24 de maig van morir 7 persones, entre elles dos gendarmes francesos. El 31 de maig 164 policies van resultar ferits. Cinc independentistes acusats de violència van ser arrestats. El 15 de maig, un gendarme va resultar ferit greu a la localitat de Plum i va morir més tard el mateix dia. El 16 de maig, Gérald Darmanin va anunciar la mort d'un altre gendarme francès a Nova Caledònia per ferides accidentals de bala en un missatge a l'Agence France-Presse. El 18 de maig, un home Caldoche va ser assassinat a trets en un tiroteig a Kaala-Gomen, després que li neguessin el pas amb el seu fill en un tall de carretera vigilat pels manifestants canac. Dos manifestants canacs van resultar ferits.
El 24 de maig, una persona va ser assassinada per un oficial de policia que va obrir foc mentre era atacat per un grup d'uns 15 manifestants. Un home de 26 anys que va ser disparat per gendarmes durant un tiroteig el 3 de juny va morir a causa de les seves ferides el 7 de juny. L'11 de juny, un home de 34 anys que va rebre un tret d'un gendarme del GIGN (cos d'elit de la gendarmeria francesa) el 19 de maig a Dumbéa va sucumbir a les seves ferides, deixant el numero de morts a nou persones.

## Impacte
Els saqueig i la destrucció van costar més de 200 milions d'euros en danys. Es van destruir més de 150 empreses i es van perdre uns 1.750 llocs de treball. L'aeroport internacional de La Tontouta va ser tancat per als vols comercials. Segons el president de la Cambra de Comerç i Indústria, s'ha extret del 80 al 90% de la xarxa de distribució de queviures de les illes. La xarxa d'autobusos de Nouméa va suspendre els seus serveis a partir del 14 de maig i fins a nou avís, per "motius de seguretat".
El relleu de la torxa olímpica dels Jocs Olímpics de París 2024, que havia de passar per Nova Caledònia l'11 de juny, no passarà pel territori, tal com es va anunciar el 17 de maig.

## Respostes

### A Nova Caledònia
En resposta als aldarulls, el president independentista del Govern de Nova Caledònia, Louis Mapou, ha demanat "el retorn a la raó". Mentrestant, el FLNKS ha demanat "calma, pau, estabilitat i raó", l'aixecament dels bloquejos i la retirada de les polèmiques esmenes constitucionals franceses. També ha fet una crida al president francès, Emmanuel Macron, perquè prioritzi un acord global entre "tots els líders polítics de Nova Caledònia, per obrir el camí al futur polític a llarg termini de l'arxipèlag".
Un grup afiliat a la Unió Nacional per la Independència (UNI) també s'ha manifestat "emocionat i deplorat per les exactions i la violència que s'estan produint". Patricia Goa, membre de l'Assemblea provincial de la província del Nord, va dir que era "necessari preservar tot el que hem construït junts durant més de trenta anys i que la prioritat era preservar la pau i la cohesió social".
Jacques Lalié, el President antiindependència de la província de les illes de la Lleialtat, ha dit que ha de donar-se prioritat absoluta al diàleg i de fer servir l'intel·ligència per a aconseguir un consens. Louis Le Franc, l'alt comissari francès a Nova Caledònia, va dir als mitjans de comunicació que s'ha d'utilitzar la força militar "si fos necessari" i que els reforços de la França metropolitana arribarien el 16 de maig.

### A la França metropolitana
El 16 de maig, Emmanuel Macron va indicar que retardaria la convocatòria del proper Congrés del Parlament francès com a mínim fins al juny del 2024 "per donar una oportunitat de diàleg i consens". També va fer una invitació als líders polítics de Nova Caledònia per assistir a una reunió a París per cobrir diverses qüestions, incloses les esmenes constitucionals al voltant de l'extensió de la franquícia i la crisi econòmica actual en el sector de la indústria del níquel. Està previst que la reunió de París tingui lloc a finals de maig de 2024 sota la supervisió del primer ministre francès Gabriel Attal.
El 15 de maig, Attal va desplegar l'exèrcit per protegir ports i aeroports, i va emetre una prohibició a TikTok en resposta, que segons les autoritats franceses van dir que havien estat utilitzades prèviament per organitzar disturbis. El 16 de maig, Macron va declarar l'estat d'emergència a Nova Caledònia. Les forces franceses també es van desplegar per subministrar menjar i medicina al públic, mentre que es van desplegar equips d'especialistes en neteja de mines per eliminar barricades que els activistes havien aixecat.
El 19 de maig, la cadena neozelandesa Radio New Zealand va informar que el primer ministre Attal presidia reunions diàries d'una "cèl·lula de crisi interministerial" que incloïa també el ministre de l'interior Darmanin, la ministra d'ultramar Marie Guévenoux, el ministre de les Forces Armades Sébastien Lecornu i el ministre de justícia Éric Dupond-Moretti. A més, Attal també va presidir un "comitè d'enllaç" parlamentari a Nova Caledònia el 17 de maig, al qual van assistir representants parlamentaris de Nova Caledònia i grups parlamentaris especialitzats en el territori del Pacífic. La cadena RNZ també va informar que el govern francès tenia plans d'enviar una "missió de diàleg" a Nova Caledònia per restaurar el diàleg i la confiança entre París i els nous caledonians. El 19 de maig, l'alt comisari francès Louis Le Franc va anunciar que 600 efectius de seguretat estaven sent desplegats en una operació per recuperar el control de l'àrea d'autopistes entre Noumea i el seu aeroport internacional, inclosa l'eliminació de barricades i deixalles.
El 19 de maig, les forces franceses havien trencat 60 barricades al llarg de la Ruta Territorial 1. El 20 de maig, l'Alt Comissionat francès Louis Le Franc va anunciar que les forces de seguretat franceses llançarien noves incursions contra les fortaleses pro-independència a Nova Caledònia. Le Franc també va confirmar que els funcionaris de duanes havien assegurat 103 contenidors d'aliments i medicines al port de Noumea. El 21 de maig, el govern francès va anunciar que Macron visitaria Nova Caledònia el dia següent.

### Als territoris francesos d'ultramar
El 19 de maig, els presidents dels consells regionals de Guadalupe, Martinica, la Guaiana Francesa i de la Reunió, així com representants de les mateixes regions i de la Polinèsia Francesa, Saint Barthélemy i Saint Martin van emetre una declaració en la qual deien que les modificacions proposades del cos electoral sense consultar a totes les parts implicades una traïció a l'esperit i al text dels Acords de Matignon i Nouméa, exigint la retirada immediata dels canvis com a requisit previ per al reinici del diàleg pacífic i denunciant les mesures de seguretat adoptades pel govern com a repressives i arriscant l'inici d'una espiral de violència.
Separatistes d'altres regions d'ultramar de França, com el Partit Martinicà per l'Alliberament de Martinica, el Moviment de Descolonització i Emancipació Social (MDES) de Guiana, així com diverses organitzacions separatistes de l'illa de Guadalupe han expressat el seu suport als manifestants canacs.
Tematai Le Gayic, diputat polinèsic de l'Assemblea Nacional francesa, va dir: "El que em crida (...), és que aquesta assemblea que, durant aquest mandat, hauria de decidir el futur constitucional del meu país no reconeix la posició dels pobles originaris". Mentre que el diputat guaianià, Jean-Victor Castor, deia: "No estem en presència d'un moviment social similar al que estableix la llei de reforma de les pensions, estem tractant amb un poble que exigeix la seva plena sobirania" i "si ho desitja o no, Kanaky era independent abans de l'arribada dels colons francesos!".

### Internacionalment

#### Governs
- Azerbaidjan: El 16 de maig, el ministre de l'Interior francès Gérald Darmanin va acusar l'Azerbaidjan d'interferir en els disturbis en una retransmissió de France 2, esmentant que la participació de l'Azerbaidjan no era cap "fantasia", referint-se a una afirmació anterior que el país estava despertant problemes a Nova Caledònia en represàlia per l'ajuda militar francesa a Armènia. Després va acusar els defensors de la independència d'haver arribat a un acord amb el govern de Bakú,[89] Azerbaidjan va negar les acusacions de Darmanin.[90] El juliol de 2023, l'Azerbaidjan havia convidat un grup de separatistes dels territoris francesos d'ultramar de Martinica, la Guaiana Francesa, Nova Caledònia i la Polinèsia Francesa a una conferència a Bakú, que va veure la creació d'un anomenat "Grup d'Iniciativa de Bakú" l'objectiu declarat del qual és donar suport a "l'alliberament francès i els moviments anticolonials".[47]
- Austràlia: El 16 de maig, el ministre d'afers exteriors australià Penny Wong va demanar calma, va actualitzar el seu consell de viatge per una parada a Nova Caledònia i va instar als viatgers o residents australians al territori a "exercir un alt grau de precaució". El portaveu de l'oposició en afers exteriors, Simon Birmingham, va fer ressò d'aquests sentiments.[4] El 18 de maig, Wong va confirmar que Austràlia estava treballant amb les autoritats franceses, neocaledonianes i neozelandeses per evacuar els australians encallats al territori. S'estima que 3.200 turistes i altres viatgers, inclosos els australians, segueixen encallats a Nova Caledònia.[91]
- Illes Cook: El 15 de maig, el primer ministre i expresident del Fòrum de les Illes del Pacífic, Mark Brown, va dir que els aldarulls es devien a que "no es reconeix una major autonomia i una major independència de les persones d'aquestes illes". També va declarar que les Illes Cook proporcionarien assistència de suport a Nova Caledònia i la Polinèsia Francesa per evitar qualsevol escalada del conflicte.[92]
- Nova Zelanda: El 14 de maig, el ministre d'afers exteriors Winston Peters va cancel·lar els plans de visitar Nova Caledònia en resposta als disturbis. El portaavions nacional d'Air New Zealand també va declarar que vigilava la situació al territori abans del seu pròxim vol a Nouméa a les 8.25 del matí del 18 de maig.[93] Després del tancament de l'Aeroport Internacional de La Tontouta, l'aerolínia va cancel·lar els seus vols a Nouméa programats per al 18 i 20 de maig.[94] El ministeri d'afers exteriors i comerç de Nova Zelanda va confirmar que 219 neozelandesos estaven registrats a Safe Travel a Nova Caledònia. Peters va confirmar que el govern estava explorant maneres d'evacuar els neozelandesos, inclòs el desplegament de la Reial Força Aèria de Nova Zelanda. Mentre que el Consolat General de Nova Zelanda es mantenia obert, el personal treballava a distància a causa dels problemes de seguretat.[95]
- Rússia: La portaveu del Ministeri d'Afers Exteriors Rus, Maria Zakhàrova, va rebutjar les afirmacions d'interferència estrangera en els aldarulls de Nova Caledònia i va instar a França a "preocupar-se dels seus propis problemes interns". Zakhàrova va declarar que Rússia considerava Nova Caledònia com un territori que sense un govern propi i en el que encara no havia completat el procés de descolonització. Rússia va demanar a França que "no fes servir un ús injustificat de la força contra els manifestants i respectés els drets i les llibertats de la població indígena de Nova Caledònia i altres territoris d'ultramar sota el seu control."[96]
- Vanuatu: El 17 de maig, Charlot Salwai, primer ministre de Vanuatu i president de l'organització intergovernamental Melanesian Spearhead Group (MSG), va reafirmar el suport del MSG a l'oposició dels independentistes del FLNKS a la llei constitucional de França "descongelant" el cens electoral de Nova Caledònia. També es va oposar als canvis proposats a l'electorat dels ciutadans i a la distribució d'escons al Congrés de Nova Caledònia. Salwai va recolzar també la crida dels independentistes a la calma i la condemna de la violència. També va advertir que la destrucció indiscriminada de la propietat afectaria negativament l'economia de Nova Caledònia i al "benestar i les vides de tots els neocaledonians, inclosos els canacs." Salwai també va demanar a França que acceptés una proposta del FLNKS per establir una "missió de diàleg i mediació" per discutir com la pau i la normalitat podrien ser restaurades al territori.[97]
- Xina: El 27 de maig, el portaveu del Ministeri d'Afers Exteriors, Mao Ning, va confirmar que estava supervisant la situació a Nova Caledònia i havia dirigit ambaixades xineses a França, Austràlia, Nova Zelanda i Singapur per ajudar a l'evacuació de nacionals xinesos atrapats a l'illa pel conflicte. Divuit nacionals xinesos van abandonar el territori el 26 de maig amb l'ajut del govern francès.[98]

#### Organitzacions no estatals
- La Conferència d'Esglésies del Pacífic (PCC) va expressar la "profunda solidaritat" amb els seus germans i germens canac, i va demanar que les Nacions Unides enviïn una missió de diàleg "imparcial i competent" per fer un seguiment de la situació a Nova Caledònia.[46][47]